# Першотравневое (Роменский район)
Першотравневое (укр. Першотравневе) — село,
Новогребельский сельский совет,
Роменский район,
Сумская область,
Украина.
Код КОАТУУ — 5924186704. Население по данным 1984 года составляло 70 человек.
Село ликвидировано в 2003 году .

## Географическое положение
Село Першотравневое находится на расстоянии в 1 км от села Залатиха.

## История
- 2003 — село было ликвидировано [1].

## Происхождение названия
Происходит от слов: укр. перше — первое, укр. травень — май; укр. Першотравневое — Первомайское.
Село названо в честь праздника весны и труда Первомая, отмечаемого в различных странах 1 мая; в СССР он назывался Международным днём солидарности трудящихся.
На территории Украиской ССР имелись 50 населённых населённых пунктов с названием Першотравневое и 27 — с названием Первомайское.